# ノーラ・フッガー・フォン・バーベンハウゼン
エレオノーラ（ノーラ）・アロイジア・マリア・フッガー・フォン・バーベンハウゼン（Eleonora(Nora) Aloysia Maria Fürstin Fugger von Babenhausen, 1864年10月4日 バルテンシュタイン/シュロツベルク - 1945年3月1日 ウィーン）は、オーストリアの貴族女性、サロン主宰者。結婚前の姓名はエレオノーラ・ツー・ホーエンローエ＝バルテンシュタイン・ウント・ヤークストベルク（Eleonora Prinzessin zu Hohenlohe-Bartenstein und Jagstberg）。

## 生涯
ホーエンローエ＝バルテンシュタイン＝ヤークストベルク侯カール（1837年 - 1877年）とその妻の伯爵令嬢レオポルディーネ・フォン・シュテルンベルク（1836年 - 1918年）の間の第3子、次女として生まれた。
1887年1月8日にウィーンにおいて、カール・フッガー・フォン・バーベンハウゼン侯爵（1861年 - 1925年）と結婚し、間に6人の子女をもうけた。夫はオーストリア皇帝フランツ・ヨーゼフ1世の侍従として宮中に仕えており、また兄ヨハネスが1901年にトスカーナ大公フェルディナンド4世の娘アンナを妻に迎えるなど、オーストリア帝室との縁故に恵まれていた。
結婚後、ウィーンで有力なサロンの主宰者となり、社会への鋭い観察眼と批評で名声を高めた。1898年に皇后エリーザベトが死去した後、パウリーネ・フォン・メッテルニヒ侯爵夫人とともに帝政末期のウィーン貴族社交界を代表する立場となり、社交界の「偉大な女主人（Grande Dame）」と呼ばれた。1932年に自叙伝『帝政時代の栄華の中で（Im Glanz der Kaiserzeit）』を出版した。
夫との間の6人（2男4女）の子女は以下の通り。1919年までは婚家の家憲に基づき、家長たる侯爵を除く成員は全て伯爵の称号で呼ばれていた。
- フリーデリケ（1887年 - 1949年） - 1908年、イギリス陸軍少将エイドリアン・カートン・デ・ウィアートと結婚
- ゲオルク（1889年 - 1934年） - フッガー＝バーベンハウゼン侯家家長、1914年に伯爵令嬢エリーザベト・フォン・プレッセンと結婚
- シルフィア（1892年 - 1949年） - 1925年、フリードリヒ・ツー・ミュンスター＝グロートハウス伯爵と結婚
- レオポルト（1893年 - 1966年） - ドイツ国防軍空軍少将、1924年に伯爵令嬢ヴェーラ・チェルニーンと結婚（1936年離婚）[1]
- マリア・テレジア（1899年 - 1994年） - 1921年、ハーナウ侯家家長ハインリヒ[2]と結婚
- ヘレーネ（1908年 - 1915年）

## 著書
- Im Glanz der Kaiserzeit. Amalthea, Wien 1989, ISBN 3-85002-132-7